# マシュー・キイチ・ヒーフィー
マシュー・キイチ・ヒーフィー（Matthew Kiichi Heafy、1986年1月26日 - ）は、アメリカ合衆国のミュージシャン。山口県岩国市生まれ。トリヴィアムやカファルナウムのギタリストであり、ボーカリストである。
父親がアイルランド系アメリカ人で母親が日本人のハーフ。身長191cm。

## 来歴
山口県岩国市にて、ドイツ・アイルランド系アメリカ人の父と、日本人の母の間に誕生。1歳のときに日本を離れ、サンディエゴ、フロリダ、シカゴと転居し、以後はフロリダ州オーランドに居住。
11歳の頃にギターを弾きはじめ、このころに当時好んでいたパワーポップバンドに加入するが、この時は全くものにならず、あまりの演奏技術の低さにバンドをクビにされるほどであった。翌年メタリカなどのヘヴィ・メタル・ミュージックに衝撃を受け、この時より毎日数時間の練習をこなすようになる。そしてオフスプリングの「セルフ・イスティーム」を演奏していたところを目にかけられ、13歳の時トリヴィアムに加入。既にボーカリストがいたため当初はギタリストとしてのみの参加であったが、ボーカリスト脱退後すぐに兼任するようになる。
トリヴィアムとしての活動中でもヒーフィーは2002年に「オーランド・メタル・アウォード」で「ベスト・メタル・ギタリスト・アウォード」を受賞するなど賞賛の声は高かった。2006年にはメタル・ハンマー誌主催の「ゴールデン・ゴッド・アウォード」で「ゴールデン・ゴッド賞」を授与されている。
2010年1月に学生時代の同級生と結婚。

## 人物
ツアー先では、できるだけ現地の言葉で挨拶やMCをおこなう。精力的に街歩きに出かけ、現地の空気にふれる。
2011年、長かった髪を突然バッサリ切りファンを驚かせたが、その理由は、Locks of Loveという小児癌・白血病と闘う子供達へのチャリティに寄付したため。それ以来、髪は伸ばしていない。
無類のゲーム好きで、ファイナルファンタジーシリーズの大ファン。ライブのSEにもファイナルファンタジーのサントラを使用。
近年はグルメに熱中しており、自分で料理もする。自身のブログには、愛用のデジタル一眼で撮影した写真とともに、ツアー先での食べ歩きの記事が多数投稿されている。好奇心旺盛でゲテモノも厭わずチャレンジするが、体調を崩すことは殆どないという。
また、2010年ごろからヨガにも熱中し大幅に減量したが、食事制限はとくにしていなかった。ツアー先にヨガマットを持ち歩き、ライブ前のウォームアップにもヨガを取り入れていた。2013年にはブラジリアン柔術の道場で稽古を始めた。
2013年にレーシックの手術を受けた。

## 音楽
スラッシュメタル傾向の強いヘヴィメタルを演奏し、ダウンピッキング系のリフやフルピッキングスタイルの速弾きを得意とする。
ピッキングスタイルは特にデスのチャック・シュルディナーの影響が大きい。とにかく若年期の練習量が多かったため、スウィープピッキングやタッピングといったテクニックもそつなくこなせる。
機材に関しては、"The Crusade"期から"Shogun"期においては、ディーン社とエンドース契約を結び、カスタムオーダーのレイザーバックやML、シグネイチャーモデル"MKH"及びその7弦モデルを使用していた。ディーンと契約を解除した理由は、ディーン・ギターズの創始者であり彼の好きなギター製作家であるディーン・ゼリンスキーが同社の商標を売却し、去ってしまった事と後に語っている。
2009年頃においてはシンプルなものを好み、エフェクターの類は一切使用せず、ギブソン社のレスポールカスタムにEMG81ピックアップを2基搭載したものを、マーシャル社の「JVM410」に直結。
Triviumのいくつかの楽曲には7弦ギターが必要なものが存在するが、ギブソンは7弦ギターを製造していないため、7弦仕様のエクスプローラーを制作、使用してきた。
2013年のNAMMで、エピフォンが彼の6弦と7弦のシグネチャ・モデルを発表、ほどなく発売された。ギブソンではなくエピフォンでシグネチャ・モデルを作ることにした理由は、若いファン達が実際に購入できる価格に抑えたかったため。
ヴォーカル・スタイルについては初期のフィル・アンセルモ、ロブ・フリン(マシーン・ヘッド)などの影響を語っている。また、エルヴィス・プレスリー、ロイ・オービソン、ジョニー・キャッシュの影響も大きいという。スクリームはカファルナウム在籍時にメンバーから教わったものだが、後にメリッサ・クロスをはじめとするプロのレッスンを受けている。一時期、喉への負担を考慮しライブではメイン・ヴォーカルのスクリーム・パートをコリィ・ビューリューに任せることがあったが、現在は再びマシューがメロディ・スクリームともにメインを歌っている。当時の名残で「エンバー・トゥ・インフェルノ」は、ライブではコリィがメイン・ヴォーカルをとる曲として定着している。
2012年8月13日、ニューヨークのMOSCOTにて、チャリティのためアコースティック・ソロ・ライブを初敢行。これがきっかけとなり、同年11月1日にはヨーテボリのRestaurant 2112で二度目のアコースティック・ソロ・チャリティ・ライブを行った。
前述のMOSCOTライブの席上で、彼がソロ・プロジェクト「Mrityu」（ミュリチュ）に取り組んでいることが明かされた。もともとは90年代のブラックメタルにインスパイアされた、第2・第3のブラックメタル・グループとすべく始まったが、イーサーンとのオンラインでの交流を経てより音楽性が広がったという。同年11月にはノルウェーのイーサーンの自宅を訪れているが、実際に会うのはこれが初めてであった。
最初に影響を受けたバンドとしてはメタリカ、メガデス、スレイヤー、アイアン・メイデン、パンテラ、コーン、ドリーム・シアター、デス、バーズム、ダウン、ジューダス・プリースト、ブラック・サバス、Poison the Wellを挙げている。次に影響を受けたのはイン・フレイムス、チルドレン・オブ・ボドム、アーチ・エネミー、ダーク・トランキュリティー、オーペス、ディム・ボルギル、ダーク・フューネラル、アノレクシア・ネルヴォサ、Fozzyだと語っている。

## ディスコグラフィ

### トリヴィアム
- トリヴィアム "Trivium" (Demo EP) (2003)
- エンバー・トゥ・インフェルノ "Ember To Inferno"(2003)
- アセンダンシー "Ascendancy" (2005)
- ザ・クルセイド "The Crusade" (2006)
- 将軍 "Shogun" (2008)
- イン・ウェイヴズ "In Waves" (2011)
- ヴェンジェンス・フォールズ "Vengeance Falls" (2013)
- サイレンス・イン・ザ・スノー "Silence In The Snow" (2015)
- エンバー・トゥ・インフェルノ アブ・イニシオ "Ember To Inferno ab Initio" (2016)

### カファルナウム
- Fractured (2005)

### その他
- ロードランナー・ユナイテッド Roadrunner United (2005)
- Master Of Puppets: Remastered (2006)